# Heraldo de Vivero
El Heraldo de Vivero es una publicación periódica que se publica en la ciudad de Vivero (provincia de Lugo). Su primer número apareció el 17 de febrero de 1912.
Debido al transcurso de la guerra civil española dejó publicarse en el año 1937, aunque volvió a publicarse de 1963 a 1966. En 1968 dirigido por José Trapero Pardo volvió a publicarse con periodicidad semanal.